# Ooencyrtus rigemae
Ooencyrtus rigemae är en stekelart som först beskrevs av Jean Risbec 1951.  Ooencyrtus rigemae ingår i släktet Ooencyrtus och familjen sköldlussteklar. Inga underarter finns listade i Catalogue of Life.